# Flotylla Rzeczna Zachodniej Armii Ochotniczej
Flotylla Rzeczna Zachodniej Armii Ochotniczej (ros. Речная флотилия Западной добровольческой армии) – flotylla rzeczna białych podczas wojny domowej w Rosji
Flotylla została sformowana wiosną 1919 r. w Mitawie, po uwolnieniu miasta od wojsk bolszewickich 18 marca. Działała na rzece Lelupie. W jej skład weszły statki parowe (parochody) Towarzystwa "Augsburg", które uzbrojono i opancerzono. Były to parochody "Кондор" (2 działka i 12 ciężkich karabinów maszynowych) i "Секундас" (działko i 2 ciężkie karabiny maszynowe) oraz 2 holowniki (po 2 lekkie karabiny maszynowe). Dowódcą flotylli został w maju por. Kurt W. Braac. W dokumentach Zachodniej Armii Ochotniczej występowała ona pod oficjalną nazwą I Flotylli Rzecznej Bałtyckiej Landeswehry, chociaż faktycznie podlegała dowództwu Armii płk. Pawła R. Bermondta-Awałowa, a wchodziła w skład Żelaznej Dywizji mjr. Josefa Bischoffa. W przeddzień natarcia sił antybolszewickich na Rygę flotylla otrzymała rozkazy oczyszczenia wraz z ochotniczą brygadą łotewską płk. Janisa Balodisa brzegów Lelupy w dół rzeki do ujścia do Dźwiny. Przy okazji miała wspierać ogniem działek ze statków atak wojsk białych oraz transportować żołnierzy, uzbrojenie i wyposażenie wojskowe. Po zdobyciu Rygi 22 maja, wojska antybolszewickie prowadziły dalszą ofensywę w północnej Łotwie do granicy z Estonią. Statki flotylli wspierały ją. Latem 1919 r. Flotylla Rzeczna Żelaznej Dywizji została rozformowana, ale wkrótce utworzono na jej bazie nową flotyllę, podległą bezpośrednio dowództwu Zachodniej Armii Ochotniczej. Miała ona działać na Lelupie od Mitawy do Ust-Dźwińska. Na pocz. października uzbrojono parochody "Пират" i "Вера". Pierwszy dostał działko i 3 ciężkie karabiny maszynowe, a drugi – 2 ciężkie karabiny maszynowe. 10 października zarekwirowano 6 dalszych parochodów, bazujących w porcie w Mitawie. 13 października wyszedł rozkaz dowództwa Armii o oficjalnym sformowaniu flotylli. Na jej czele stanął por. Braandt. W skład flotylli weszły:
- parochod "Митава" (statek flagowy),
- parochod "Гартман",
- parochod "Вильма",
- parochod "Вера",
- parochod "Пират",
- parochod "Прэдизе",
- parochod "Адлер",
- parochod "Акотс",
- holownik "Катерина",
- holownik "Янис".

Flotylla liczyła 116 ludzi, w większości Niemców. Do jej zadań należało wspieranie oddziałów lądowych, transportowanie uzbrojenia i wyposażenia wojskowego, prowadzenie działań rozpoznawczych. Flotylla brała udział w jesiennych walkach Zachodniej Armii Ochotniczej przeciwko wojskom łotewsko-estońskim wspieranym przez eskadrę morską Ententy. 3 listopada Łotysze rozpoczęli kontrofensywę w rejonie ujścia Lelupy do Dźwiny, prowadząc w rejonie Majorenhofa ciężkie walki z oddziałem płk. Kupczinskiego. Pod ogniem dział alianckich okrętów i artylerii łotewskiej statki flotylli przewoziły żołnierzy, w tym rannych, uzbrojenie i wyposażenie wojskowe. Do Mitawy zostało ewakuowanych 64 ciężko rannych – Rosjan, Niemców i Łotyszy. Parochod "Митава" przetransportował do Majorenhofa baterię ciężkich dział dalekonośnych. Inne statki ogniem swoich działek i karabinów maszynowych zwalczały oddziały łotewskie przeprawiające się przez Lelupę. Działania flotylli trwały do 19 listopada, kiedy na rzece pojawiła się kra. Statki zostały wycofane do portu w Mitawie na przezimowanie. Jednakże już w nocy z 20 na 21 listopada wojska łotewskie podeszły pod miasto, dlatego załogi statków skierowano do jego obrony. Większość marynarzy została wkrótce odkomenderowana do ochrony pojazdów wiozących płk. P. R. Bermondta-Awałowa i jego oficerów w stronę granicy z Litwą. Prawdopodobnie statki flotylli, po zdobyciu Mitawy, zostały przejęte przez Łotyszy.